# Avtazavodszkaja metróvonal
Az Avtazavodszkaja metróvonal (belaruszul: Аўтазаводская; oroszul: Автозаводская; magyarul: Autógyári) a minszki metró északnyugat-délkelet irányú, kettes számú vonala.

## Átadás
| Szakasz                           | Dátum               |
| --------------------------------- | ------------------- |
| Traktarni zavod – Frunzenszkaja   | 1990. december 31.  |
| Persamajszkaja                    | 1991                |
| Frunzenszkaja – Puskinszkaja      | 1995. július 3.     |
| Traktarni zavod – Avtazavodszkaja | 1997. november 7.   |
| Avtazavodszkaja – Mahiljovszkaja  | 2001. szeptember 5. |
| Puskinszkaja – Kamennaja Horka    | 2007. november 7.   |

## Állomások és átszállási kapcsolatok
| Perc (↓) | Állomás         | Perc (↑) | Átszállási kapcsolatok |
| -------- | --------------- | -------- | --- |
| 0        | Kamennaja Horka | 27       | 8, 12, 17, 36, 41, 42, 54, 60, 125, 128, 137, 138, 140, 159, 187, 83э, 144с, 177э, 189э 9, 13, 25, 31, 48, 52                                           |
| 2        | Kuncavscsina    | 25       | 29, 101, 116, 121, 149, 62э, 152с, 184с 13, 31 |
| 4        | Szpartivnaja    | 23       | |
| 6        | Puskinszkaja    | 21       | |
| 8        | Maladzjozsnaja  | 19       | |
| 10       | Frunzenszkaja   | 17       | |
| 12       | Nyamiha         | 15       | 24, 38, 57, 73, 91, 163 12, 29, 37, 40, 46, 53 |
| 13       | Kupalavszkaja   | 14       | (Kasztricsnyickaja) |
| 14       | Persamajszkaja  | 13       | 127 |
| 16       | Praletarszkaja  | 11       | |
| 19       | Traktarni zavod | 8        | 14, 43, 71, 84, 106, 2с, 43д 3, 6, 7 |
| 22       | Partizanszkaja  | 5        | 9, 56, 59, 70, 79, 93, 79д, 198э, 9д 3, 6, 7, 9 |
| 24       | Avtazavodszkaja | 3        | 9, 16, 21, 22, 93, 117д, 117с, 9д, 87с 3, 16, 17, 26, 30, 34, 67, 92                                                                                    |
| 27       | Mahiljovszkaja  | 0        | 9, 21, 58, 61, 66, 72, 93, 108, 110, 129, 160, 161, 168, 9д, 72д, 94с, 110а, 112с, 148с, 160а, 161а, 161с, 168а, 198э, 87с, 88с, 79д, 98с 3, 34, 60, 67 |

## Fordítás
- Ez a szócikk részben vagy egészben  az   Aŭtazavodskaja Line című angol Wikipédia-szócikk ezen változatának fordításán alapul.  Az eredeti cikk szerkesztőit annak laptörténete sorolja fel. Ez a jelzés csupán a megfogalmazás eredetét és a szerzői jogokat jelzi, nem szolgál a cikkben szereplő információk forrásmegjelöléseként.